# Nadeschda Borissowna Trubezkaja

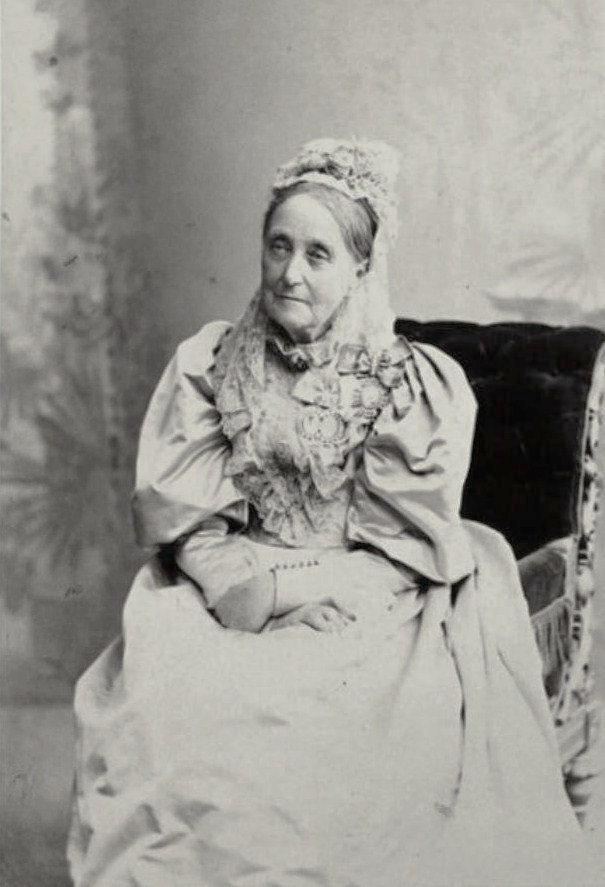
Nadeschda Borissowna Trubezkaja

Fürstin Nadeschda Borissowna Trubezkaja, geboren  Nadeschda Borissowna Swjatopolk-Tschetwertinskaja, (russisch Надежда Борисовна Трубецкая, Geburtsname Святополк-Четвертинская; * 20. Oktoberjul. / 1. November 1812greg.; † 23. Februarjul. / 8. März 1909greg. in Moskau) war eine russische Hofdame am kaiserlichen Hof, Philanthropin und Mäzenin.

## Leben
Nadeschda Borissowna war die Tochter Boris Antonowitsch Tschetwertinskis und seiner Frau Nadeschda Fjodorowna geborene Gagarina (1792–1883). Ihre eine Tante Marija Antonowna Naryschkin, geborene Swjatopolk-Tschetwertinskaja, war Mätresse Alexanders II., während die andere Tante Jeanetta Antonowna Tschetwertinskaja fast die morganatische Frau des Großfürsten Konstantin Pawlowitsch geworden wäre. Viel Zeit verbrachte die Familie Tschetwertinski auf dem Familiensitz Filimonki bei Moskau. Dort trafen sich die zahlreichen Verwandten mit deren Bekannten, so dass Nadeschda Borissowna sich schon früh in der höheren Gesellschaft bewegte. Sie erhielt eine ausgezeichnete häusliche Erziehung und besuchte später einen Universitätskurs. 1831 besuchte die Familie Tschetwertinski ihren Verwandten Pjotr Wjasemski auf dessen Gut Ostafjewo bei Moskau, wo sie Denis Dawydow und Alexander Puschkin trafen. Nadeschda Borissowna wurde Hofdame der Kaiserin Alexandra Fjodorowna.
1834 heiratete Nadeschda Borissowna Fürst Alexei Iwanowitsch Trubezkoi (1806–1855), der dann Vizegouverneur des Gouvernements Wilna, Kammerherr und schließlich Wirklicher Staatsrat (IV. Rangklasse) wurde. Sie bekamen zwei Töchter und einen Sohn. Das Haus der Trubezkois im Zentrum Moskaus war ein kulturelles Zentrum mit einem glänzenden literarischen Salon. Nadeschda Trubezkaja pflegte die Bekanntschaft mit  Pjotr Wjasemski, Alexander Puschkin, Wassili Schukowski und Nikolai Gogol.
1842 trat Trubezkaja in den Rat für Kinderheime ein. 1844 organisierte sie mit Unterstützung Stepan Netschajews ein Heim für arme Waisenkinder jeglicher Herkunft, das dann zu den 1895 von Nikolaus II. anlässlich der Geburt seiner Tochter Olga Nikolajewna gegründeten Heilige-Olga-Kinderheimen gehörte. Nach dem Tode ihres Mannes 1855 widmete sich Trubezkaja vollständig der Wohltätigkeit. Im Winter 1859/1860 drohten Armenwohnviertel überschwemmt zu werden. Trubezkaja, ihre Schwester, ihre Mutter und einige Adlige mieteten ein Haus am Kalugaer Tor in Moskau für diese Bewohner. Im folgenden Jahr wurde unter aktiver Beteiligung Trubezkajas die Brüderliche Gesellschaft zur Versorgung der Mittellosen mit Wohnungen gegründet. Unter Trubezkajas Vorsitz verfügte die Gesellschaft zu Anfang des 20. Jahrhunderts über 3 Millionen Rubel Kapital und 40 Wohltätigkeitseinrichtungen. Patronin der Gesellschaft war Maria Fjodorowna, während Jelisaweta Fjodorown den Ehrenvorsitz innehatte.
1865 wurde Trubezkaja Kuratorin der Arbat-Abteilung des Damenkuratoriums für die Armen. Im August des gleichen Jahres gründete sie mit dem Ingenieur Christian Christianowitsch Meien und dem Unternehmer Pjotr Ionowitsch Gubonin eine kleine Handwerksschule für Jungen, in der Schneider, Schuhmacher und Buchbinder ausgebildet wurden. 1866 wurde die Schule umbenannt in Komissarow-Handwerksschule zu Ehren des Mützenmachermeisters Ossip Komissarow, der Alexander II. beim Attentat Dmitri Karakosows gerettet hatte.
1869 wurde auf Trubezkajas Vorschlag das Damenkomitee der Moskauer Abteilung der Russischen Gesellschaft zur Fürsorge für verwundete und kranke Soldaten gegründet, die später die russische Rotkreuzgesellschaft wurde.
1877 zu Beginn des Russisch-Türkischen Krieges organisierte Trubezkaja einen Sanitätszug und ging trotz ihres vorgerückten Alters als barmherzige Schwester an die Front. Nach einem Großbrand in Orenburg 1877 organisierte sie materielle Hilfe und fuhr selbst dorthin.
In Trubezkajas letzten Lebensjahren war Trubezkaja Mitglied des Kuratoriums des von ihr im Moskauer Stadtteil Chamowniki gegründeten Xenija-Kinderheims. Für ihre Tätigkeit erhielt sie das Kleine Kreuz des Ordens der Heiligen Katharina. Als ihr Sohn Alexei staatliche Gelder veruntreute, verkaufte sie ihr gesamtes Immobilienvermögen einschließlich ihres Hauses in Moskau, um ihren Sohn vor dem Selbstmord zu bewahren. Da sie ihr Geldvermögen immer für ihre Wohltätigkeit eingesetzt hatte, war sie nun mittellos. Wegen ihrer Verdienste wurde ihr aus Mitteln der Brüderlichen Gesellschaft eine Pension gewährt und eine gemietete Wohnung zur Verfügung gestellt in ihrem früheren Hause, das Sergei Schtschukin gekauft hatte.